# Tanja Karpela

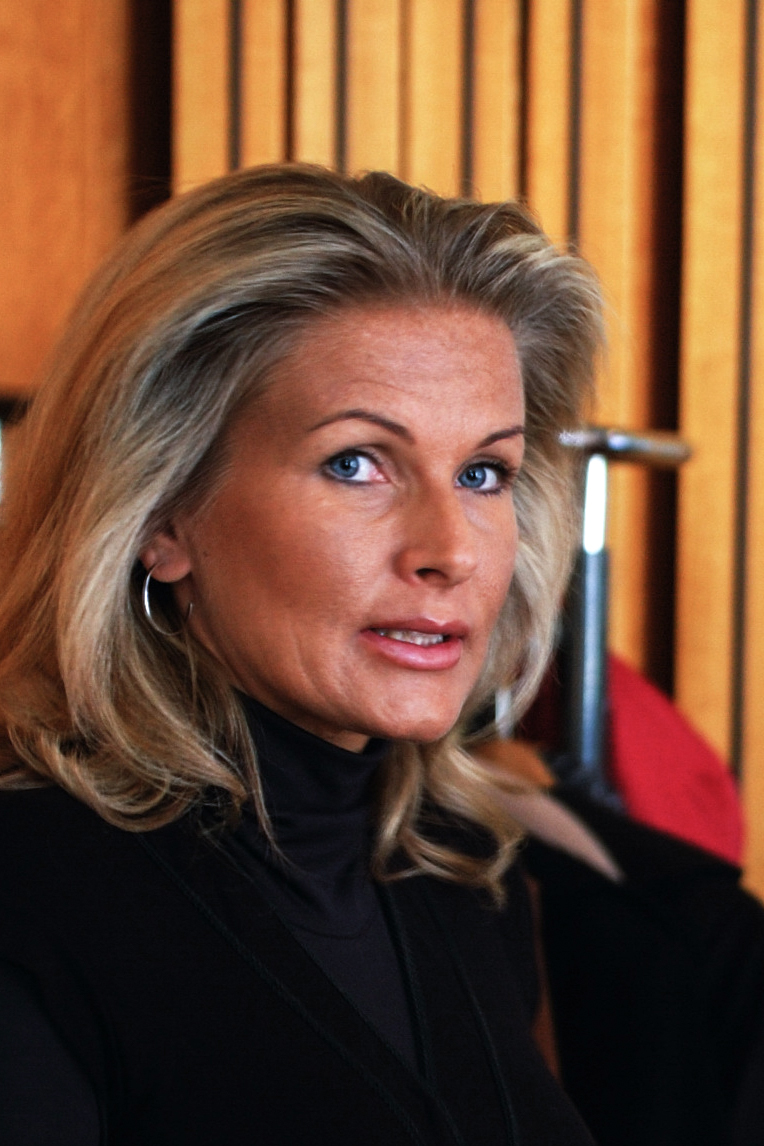
Tanja Karpela (2009)

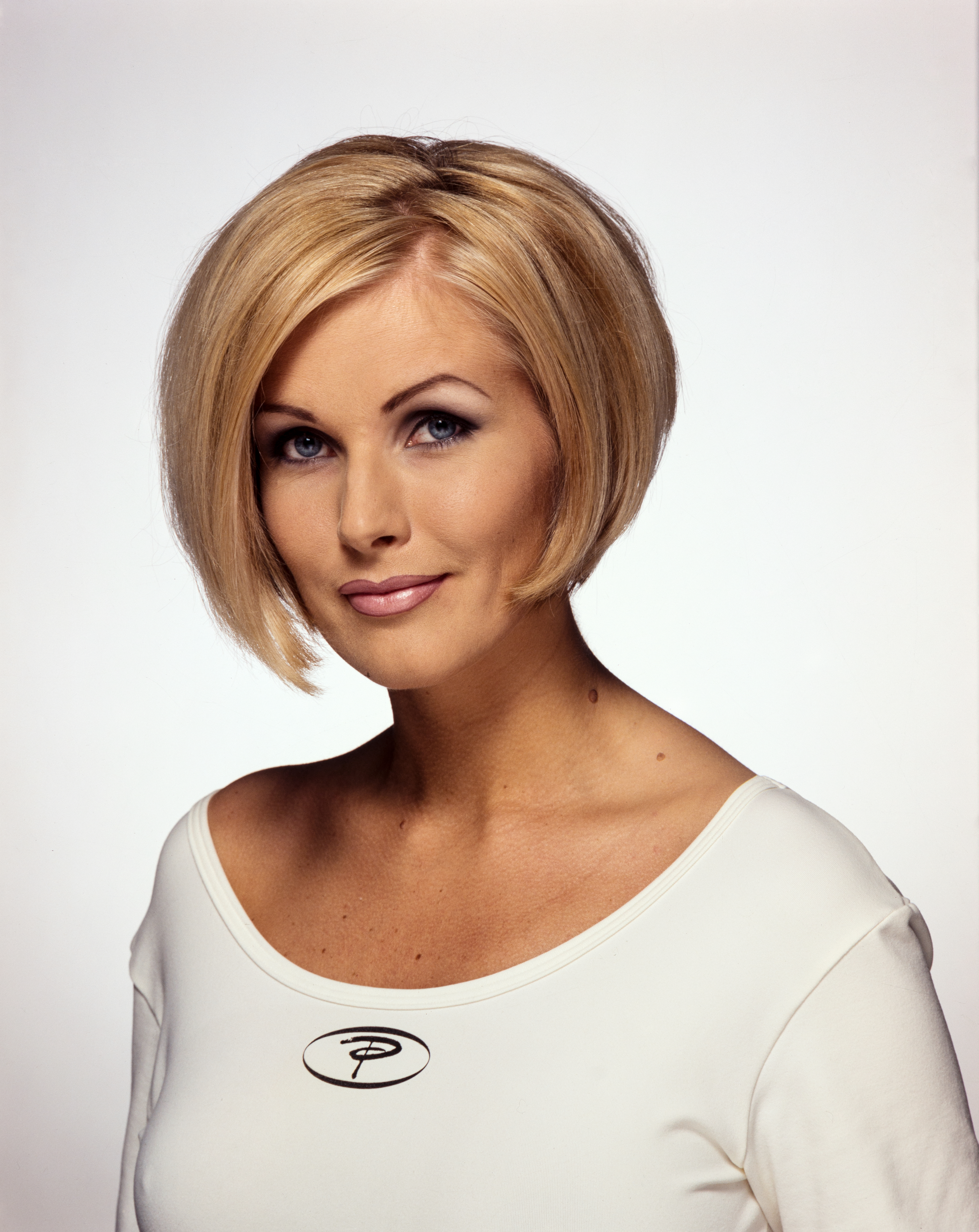
Die ehemalige Miss Finnland Tanja Vienonen auf dem Cover des Eeva-Magazins (1998)

Tanja Tellervo Karpela (geborene Vienonen; ehemals Saarela; * 22. August 1970 in Salo) ist eine finnische Politikerin und ehemaliges Model. Als Kandidatin der Zentrumspartei wurde sie 1999 in das finnische Parlament gewählt. Von 2003 bis 2007 war sie finnische Kultusministerin.

## Leben
Die in zweiter Ehe lebende Mutter von zwei Kindern ist in der Vergangenheit häufig zum Thema der finnischen Klatschblätter Seura und Ilta-Sanomat geworden. Das ehemalige Model, das 1991 zur Miss Finnland gekürt wurde, ging wenige Jahre später in die Politik und wurde Ministerin für Kultur (kulttuuriministeri). Schnell wurde der Vorwurf laut, sie nutze ihre Berühmtheit als Schönheitskönigin aus, um nun auch politische Karriere zu machen. Weitere Aufhänger für öffentliche Diskussionen über ihr Privatleben waren u. a. eine einjährige Beziehung zum ehemaligen finnischen Finanzminister Sauli Niinistö, die Scheidung des Ministerpräsidenten Matti Vanhanen, als deren Ursache die Presse eine Affäre mit Karpela vermutete, sowie der Vorwurf, vor ihrer Ernennung zur Kultusministerin kein Buch besessen und vor ihrer Bekanntschaft mit Niinistö nie die Oper besucht zu haben. Karpela beschwerte sich wiederholt über das starke Medieninteresse, bekam jedoch von seriösen Presseorganen zu hören, dass ihre offene Haltung zu den Medien in Fällen wie Niinistö maßgeblich zu ihrer Medienpräsenz beitrage.
Ihre Anhänger jedoch schätzen sie als engagierte Ministerin, deren Kulturbudget „das Beste seit zehn Jahren“ sei. Karpela und ihre Anhänger hatten Finnland in der Vergangenheit häufig den Hang zu einer „Sauna-Gesellschaft“ vorgeworfen, in der Angelegenheiten von Männern bei weitem nicht so viel gesellschaftliches Interesse auf sich zögen, wie das bei Frauen der Fall sei.
Saarela wurde Mitte 2005 nach einem harten Kampf gegen die Regenbogenpresse, der sie sehr geschwächt hatte, für einen Monat krankgeschrieben. Als sie wieder im Dienst war, wurde sie mit dem Satz „All der Chauvinismus, der da hoch kochte, hat nur meine Kampfeslust gestärkt“ zitiert.
Im Oktober 2005 wurde sie bei einem offiziellen Staatsbesuch in Slowenien mit einer gefälschten Prada-Tasche, die Prada allerdings so nicht als Modell führte, fotografiert. Dieser Vorfall erregte erneut große Aufmerksamkeit in den Medien, da sie als Kultusministerin nur wenige Wochen vorher ein Gesetz zum Verbot auch von nicht-kommerziellen Importen gefälschter Markenware auf den Weg brachte.